# The Harvey Girls
The Harvey Girls ist ein US-amerikanischer Musikfilm von Regisseur George Sidney aus dem Jahr 1946. Der Film basiert auf den gleichnamigen Roman von Samuel Hopkins Adams.

## Handlung
Susan Bradley ist auf dem Weg in den Westen um einen Mann, den sie nur aus einem Brief kennt, zu heiraten. Während der Eisenbahnreise nach Sandrock, Arizona, freundet sie sich mit einer Gruppe von Frauen an, welche dort als Kellnerinnen in einem Restaurant der Harvey-Kette arbeiten wollen. Ebenfalls im Zug reist Sonora, die künftige Köchin des Lokals, sowie Chris Maule, der in Sandrock als Hufschmied arbeiten wird.
Susans Briefbekanntschaft ist ein älterer Cowboy, die beiden einigen sich darauf, doch nicht zu heiraten. Sie schließt sich den Harvey-Mädchen an. Außerdem erfährt sie, dass der Brief vom örtlichen Saloon-Inhaber Ned Trant geschrieben wurde. Während dessen Geliebte und Saloon-Sängerin Em in Susan eine Rivalin sieht und auch Richter Sam Purvis die Harvey-Mitarbeiter immer wieder einschüchtert, sieht Ned im Restaurant keine Konkurrenz zu seinem Betrieb und weist auch Purvis an, die Leute in Ruhe zu lassen.
Nachts lässt Purvis im Restaurant ein Feuer legen, wird aber von Ned dabei überrascht. Bei der anschließenden Rauferei kann Ned Purvis überwältigen. Das Restaurant brennt ab. Ned stellt den Lokal-Betreibern seinen Saloon zur Verfügung.
Em und die anderen Barsängerinnen verlassen die Stadt mit der Eisenbahn. Susan, die Ned im Zug vermutet, fährt ebenfalls mit. Ned hat sich im letzten Augenblick entschieden, in Sandrock zu bleiben. Em erkennt, das die beiden wohl zusammen gehören und bremst den Zug. Ned ist dem Zug zu Pferd bereits nach geritten...

## Soundtrack
Der Soundtrack des Films besteht aus acht Liedern. Die Musik wurde von Harry Warren komponiert und der Text von Johnny Mercer geschrieben.
- In the Valley (Where the Evenin’ Sun Goes Down), gesungen von Judy Garland
- Wait and See, gesungen von Angela Lansbury (synchronisiert von Virginia Rees) und Kenny Baker
- On the Atchison, Topeka and the Santa Fe, gesungen von Ben Carter, Marjorie Main, Ray Bolger, Judy Garland und einem Chor
- The Train Must Be Fed, gesungen von Selena Royle, Marjorie Main und einem Chor
- Oh, You Kid, gesungen von Angela Lansbury (synchronisiert von Virginia Rees) und einem Chor
- It's a Great Big World, gesungen von Judy Garland, Virginia O’Brien und Cyd Charisse (synchronisiert von Marion Doenges)
- The Wild, Wild West, gesungen von Virginia O’Brien
- Swing Your Partner Round and Round, gesungen von Ray Bolger, Judy Garland, Marjorie Main, Cyd Charisse und einem Chor

## Produktion
Produziert wurde der Film von Metro-Goldwyn-Mayer (MGM) mit einem Budget von geschätzt 2,5 Millionen US-Dollar. Die Dreharbeiten dauerten vom 12. Januar bis zum 4. Juni 1945 an. Gedreht wurde im MGM-Studio in Culver City, Kalifornien. Ein Feuergefecht wurde in Victorville, Kalifornien gedreht. Ein weiterer Drehort war Chatsworth, Kalifornien. Farbaufnahmen aus dem Monument Valley wurden für Rückprojektion während der Bahnfahrt und als Hintergrundbild für den letzten Teil des Vorspanns verwendet.

## Kinostart
Der Film kam am 18. Januar 1946 in die US-Kinos und am 29. April 1946 in die britischen Kinos. In Deutschland lief er am 24. Oktober 1947 in den Kinos an.

## Rezeption

### Kritik
Der Film bekam gemischte Kritiken.

„Vielleicht nicht ein Musical für die Ewigkeit, aber eine große […] Freude für alle.“

„Ein klassisches Lied macht kein gutes Musical.“

„Die Geschichte und Lieder erinnern an ein freundlicheres, harmloseres Zeitalter, das offenbar nie existierte, aber war eine spaßige Vorstellungen in den Filmen.“

### Einspielergebnis
Der Film spielte weltweit rund 5,2 Millionen US-Dollar ein.

## Auszeichnungen
Bei der Oscarverleihung 1947 war der Film in zwei Kategorien nominiert, gewann aber nur in einer Kategorie.
- Auszeichnung in der Kategorie Bester Song für Harry Warren und Johnny Mercer für das Lied On the Atchison, Topeka and the Santa Fe
- Nominierung in der Kategorie Beste Filmmusik für Lennie Hayton